# Jéssica Bouzas Maneiro
Jéssica Bouzas Maneiro, née le 24 septembre 2002 à Vilagarcía de Arousa, en Espagne, est une joueuse de tennis espagnole, professionnelle depuis 2020.

## Carrière professionnelle
Elle débute sur le circuit WTA en 2021 lors des qualifications du tournoi WTA 1000 de Madrid. Elle performe sur le circuit secondaire en 2022 avec cinq titres.
En janvier 2023, elle concourt pour l'Espagne en tant que remplaçante à la United Cup 2023, remplace sa compatriote Paula Badosa, blessée, et remporte une 1re victoire contre l'Australienne Olivia Gadecki. Elle fait ensuite ses débuts en majeur lors du tournoi de Wimbledon en se qualifiant pour le tableau principal. Elle échoue au 1er tour face à l'Ukrainienne Anhelina Kalinina. Elle enchaîne par une victoire sur l'ITF 60 000 $ de Rome.
En 2024, elle s'adjuge les tournois ITF de Porto et Morelia. Le 31 mars 2024, elle remporte son 1er titre WTA 125 à Antalya en battant en finale la Roumaine Irina-Camelia Begu.
Elle atteint son premier huitième de finale en Grand Chelem lors du tournoi de Wimbledon 2025, sortant la jeune qualifiée Allemande Ella Seidel (6-3, 3-2 ab.), l'ancienne numéro quatre Sofia Kenin (6-1, 7-6) et l'Ukrainienne Dayana Yastremska, tombeuse de la numéro deux mondiale Coco Gauff au premier tour (6-1, 2-6, 6-3). Elle perd à ce stade contre la Russe Liudmila Samsonova qui accède à son premier quart en Majeur (5-7, 5-7).
Elle profite d'un tableau très ouvert à Montréal pour jouer pour la première fois un troisième tour en WTA 1000 à Montréal, renversant la qualifiée Louisa Chirico (5-7, 7-5, 6-4) et écartant une autre Américaine en la personne de la jeune Ashlyn Krueger (6-4, 6-4). Elle ne s'arrête pas là et continue d'accumuler les victoires, jouant une autre novice, la jeune Japonaise Aoi Itō (4-6, 7-5, 6-3) et une autre Asiatique, la Chinoise Zhu Lin, 493e au classement WTA (7-5, 1-6, 6-2). Elle joue en quart une autre surprise du tournoi, la jeune Victoria Mboko, tombeuse de sa première Top 10, la numéro deux mondiale Coco Gauff précédemment et s'incline contre la révélation locale (4-6, 2-6).

## Palmarès

### Titre en simple en WTA 125
| No | Date       | Nom et lieu du tournoi         | Catégorie | Dotation  | Surface      | Finaliste          | Score         |          |
| -- | ---------- | ------------------------------ | --------- | --------- | ------------ | ------------------ | ------------- | -------- |
| 1  | 25-03-2024 | Megasaray Hotels Open, Antalya | WTA 125   | 115 000 $ | Terre (ext.) | Irina-Camelia Begu | 6-2, 4-6, 6-2 | Parcours |

## Parcours en Grand Chelem

### En simple dames
| Année | Open d'Australie | Open d'Australie   | Internationaux de France | Internationaux de France | Wimbledon       | Wimbledon          | US Open        | US Open        |
| ----- | ---------------- | ------------------ | ------------------------ | ------------------------ | --------------- | ------------------ | -------------- | -------------- |
| 2023  | Q3               | Brenda Fruhvirtová | Q1                       | Fiona Ferro              | 1er tour (1/64) | Anhelina Kalinina  | Q1             | Tímea Babos    |
| 2024  | —                | —                  | 1er tour (1/64)          | Jana Fett                | 3e tour (1/16)  | Barbora Krejčíková | 3e tour (1/16) | Jessica Pegula |
| 2025  | 2e tour (1/32)   | Aryna Sabalenka    | 3e tour (1/16)           | Hailey Baptiste          | 1/8 de finale   | Liudmila Samsonova |                |                |

N.B. : à droite du résultat se trouve le nom de l'ultime adversaire.

### En double dames
| 2025 | 1er tour (1/32) Y. Cavallé-Reimers \|\| style="text-align:left;" \| A. Muhammad D. Schuurs | 1er tour (1/32) V. Gracheva \|\| style="text-align:left;" \| N. Melichar L. Samsonova | 1er tour (1/32) Y. Cavallé-Reimers \|\| style="text-align:left;" \| J. Burrage S. Kartal |  |  |

N.B. : le nom de la partenaire se trouve sous le résultat ; les noms des ultimes adversaires se trouvent à droite.

## Parcours en WTA 1000
Les tournois WTA « Premier Mandatory » et « Premier 5 » (entre 2009 et 2020) et WTA 1000 (à partir de 2021) constituent les catégories d'épreuves les plus prestigieuses, après les quatre levées du Grand Chelem. 

De 2009 à 2023, les tournois Premier Mandatory (dits tournois WTA 1000 obligatoires entre 2021 et 2023) regroupent Indian Wells, Miami, Madrid et Pékin, les autres constituant les tournois Premier 5 (tournois WTA 1000 non-obligatoires). À partir de 2024, le nombre de tournois WTA 1000 passe à 10 par saison (fin de l’alternance Doha / Dubaï), ces derniers devenant tous obligatoires et offrant tous 1000 points à la vainqueure (contre 900 points précédemment pour les tournois Premier 5).

### En simple dames
| Année |       |              |       |                             |                              |                             |                             |                        |                             |                            |  |  |
| Doha  | Dubaï | Indian Wells | Miami | Madrid                      | Rome                         | Canada                      | Cincinnati                  | Pékin                  |                             | Wuhan                      |  |  |
| Doha  | Dubaï | Indian Wells | Miami | Madrid                      | Rome                         | Canada                      | Cincinnati                  | Pékin                  | Guadalajara                 |                            |  |  |
| Doha  | Dubaï | Indian Wells | Miami | Madrid                      | Rome                         | Canada                      | Cincinnati                  | Pékin                  |                             |                            |  |  |
| 2024  |       |              |       |                             |                              | 2e tour (1/32) J. Ostapenko |                             |                        | 2e tour (1/16) E. Svitolina | 1er tour (1/64) P. Stearns |  |  |
| 2025  |       |              |       | 1er tour (1/64) A. Potapova | 1er tour (1/64) L. Bronzetti | 2e tour (1/32) M. Fręch     | 2e tour (1/32) E. Svitolina | 1/4 de finale V. Mboko | 4e tour (1/8) A. Sabalenka  |                            |  |  |

Sous le résultat, l’ultime adversaire.
1. 1 2   Les tournois de Doha et Dubaï alternent le statut de tournoi WTA 1000 (ex Premier 5) entre 2009 et 2023 : les trois premières éditions ont lieu à Dubaï, les trois suivantes à Doha, puis Dubaï accueille le tournoi de cette catégorie les années impaires et Dubaï les années paires. De 2011 à 2023, la ville qui n’accueille pas de WTA 1000 organise à la place un tournoi WTA 500 (ex Premier).
2. 1 2 3 4 5 6 7   L’ordre de déroulement des tournois a évolué depuis 2009 : Rome se dispute avant Madrid et Cincinnati avant Montréal/Toronto jusqu’en 2010, tandis que Tokyo (2009-2013)-Wuhan (2014-2019, 2024-)-Guadalajara (2022-2023) ont lieu avant Pékin jusqu’en 2023.

## Records et statistiques

### Victoire sur le top 10
| Légende         |
| Grand Chelem    |
| Jeux olympiques |
| Masters         |
| WTA 1000        |
| WTA 500         |
| WTA 250         |
| Fed Cup         |

|   |       |  | Tournoi       | Année | Surface      |  | Adversaire          | Rang | Tour | Score    | Tableau |
| - | ----- |  | ------------- | ----- | ------------ |  | ------------------- | ---- | ---- | -------- | ------- |
| 1 | no 83 |  | Wimbledon     | 2024  | Gazon        |  | Markéta Vondroušová | no 6 | 1/64 | 6-4, 6-2 | Tableau |
| 2 | no 68 |  | Roland-Garros | 2025  | Terre battue |  | Emma Navarro        | no 9 | 1/64 | 6-0, 6-1 | Tableau |

## Classements WTA en fin de saison
| Année          | 2020 | 2021 | 2022 | 2023 | 2024 |
| Rang en simple | 932  | 352  | 206  | 152  | 55   |
| Rang en double | –    | 783  | 229  | 687  | 1447 |

Source : (en) Classements de Jéssica Bouzas Maneiro sur le site officiel de la Fédération internationale de tennis